# Loro Piceno
Loro Piceno é uma comuna italiana da região dos Marche, província de Macerata, com cerca de 2.485 habitantes. Estende-se por uma área de 32 km², tendo uma densidade populacional de 78 hab/km². Faz fronteira com Colmurano, Massa Fermana (FM), Mogliano, Montappone (FM), Petriolo, Ripe San Ginesio, Sant'Angelo in Pontano, Urbisaglia.

## Demografia
| Variação demográfica do município entre 1861 e 2011                               |
|                                                                                   |
| Fonte: Istituto Nazionale di Statistica (ISTAT) - Elaboração gráfica da Wikipedia |